# Kokaïna (Tondikiwindi)
Kokaïna (auch: Ko Kaïna, Ko Keyna) ist ein Dorf in der Landgemeinde Tondikiwindi in Niger.

## Geographie
Das von einem traditionellen Ortsvorsteher (chef traditionnel) geleitete Dorf befindet sich rund vier Kilometer nördlich des Hauptorts Tondikiwindi der gleichnamigen Landgemeinde, die zum Departement Ouallam in der Region Tillabéri gehört. Eine weitere Siedlung in der näheren Umgebung von Kokaïna ist Tougfouni im Nordwesten.
Es herrscht das Klima der Sahelzone vor, mit einer durchschnittlichen jährlichen Niederschlagsmenge zwischen 300 und 400 mm.

## Geschichte
Der Ortsname Kokaïna bedeutet „kleiner Affenbrotbaum“. Das Dorf war 2010 von einer Hungersnot betroffen.

## Bevölkerung
Bei der Volkszählung 2012 hatte Kokaïna 1034 Einwohner, die in 72 Haushalten lebten. Bei der Volkszählung 2001 betrug die Einwohnerzahl 716 in 74 Haushalten und bei der Volkszählung 1988 belief sich die Einwohnerzahl auf 544 in 45 Haushalten.

## Wirtschaft und Infrastruktur
Es gibt eine Grundschule im Dorf. Kokaïna ist über die 2,1 Kilometer lange Route 650, eine einfache Landstraße, mit der zwischen Mangaïzé und der Nationalstraße 24 verlaufenden Landstraße RR6-003 verbunden.